# Liotyphlops trefauti
Liotyphlops trefauti är en kräldjursart som beskrevs av Freire, Caramaschi och Suzart Argôlo 2007. Liotyphlops trefauti ingår i släktet Liotyphlops och familjen Anomalepididae. Inga underarter finns listade i Catalogue of Life.
Arten förekommer i regnskogar vid Atlanten i Brasilien. Honor lägger ägg. Exemplaren lever i Atlantskogen och de besöker odlingsmark. Liotyphlops trefauti gräver i lövskiktet och i det översta jordlagret.
Det är inget känt om populationens storlek och möjliga hot. IUCN listar arten med kunskapsbrist (DD).